# BACS
BACS – brytyjski system bankowości elektronicznej służący do dokonywania transakcji finansowych. Pojedyncza transakcja składa się z instrukcji takich jak np. (z ang.) Direct Debit lub Direct Credit – czyli instrukcji obciążenia lub uznania.
Początki systemu BACS sięgają roku 1968. Celem było utworzenie systemu elektronicznego transferu pieniędzy pomiędzy bankami, tak by zastąpić użycie papierowych dokumentów.
System ewoluował i tak np. w 1982 roku powstał serwis telefoniczny BACSTEL, a w 2003 roku zmieniono go na szybszy i bezpieczniejszy serwis internetowy BACSTEL-IP.